# Quinque viae
 (janvier 2023).
Si vous disposez d'ouvrages ou d'articles de référence ou si vous connaissez des sites web de qualité traitant du thème abordé ici, merci de compléter l'article en donnant les références utiles à sa vérifiabilité et en les liant à la section « Notes et références ».

Les quinque viae (les cinq voies) sont des voies pour accéder à l'existence de Dieu par la raison. Elles sont développées par Thomas d'Aquin dans la Somme théologique, Ire partie, question 2, article 3 : « Dieu existe-t-il ? ».

## La méthode
La méthode pour remonter à Dieu par la raison se résume à trois points : par mode de causalité (il est la cause de ce monde), par mode de négation, c’est-à-dire en niant en lui ce qui est limité en nous (par exemple : Dieu n'est pas matériel, mortel, localisé, etc.), et par mode d'éminence, en affirmant qu'il existe en lui éminemment ce qui est qualitatif en nous (par exemple : Dieu est amour, intelligence, puissance.)
L'homme étant un être fini, son esprit ne peut pas accéder (en dehors de la vision béatifique) à une connaissance directe de Dieu. L'existence de Dieu ne nous est donc pas évidente. La proposition "Dieu existe" doit donc être démontrée par les effets de Dieu, qui nous sont mieux connus. Saint Thomas nous propose ainsi cinq démonstrations a posteriori, ou cinq voies, par lesquelles la raison peut démontrer l'existence de Dieu.
Les trois premières voies sont de la même nature, elles évoquent une régression infinie et désignent Dieu pour y mettre fin. Elles ne sont que des manières différentes de dire la même chose. La quatrième est un argument de degré où le sommet de la perfection ne peut être que Dieu. La dernière voie est un argument du dessein qui nécessite un ordonnateur qui ne peut être que Dieu.

## La voie par le mouvement
« Il est évident, nos sens nous l'attestent, que dans ce monde certaines choses se meuvent. Or, tout ce qui se meut est mû par un autre. En effet, rien ne se meut qu'autant qu'il est en puissance par rapport au terme de son mouvement, tandis qu'au contraire, ce qui meut le fait pour autant qu'il est en acte; car mouvoir, c'est faire passer de la puissance à l'acte, et rien ne peut être amené à l'acte autrement que par un être en acte, comme un corps chaud en acte, tel le feu, rend chaud en acte le bois qui était auparavant chaud en puissance, et par là il le meut et l'altère. Or il n'est pas possible que le même être, envisagé sous le même rapport, soit à la fois en acte et en puissance; il ne le peut que sous des rapports divers; par exemple, ce qui est chaud en acte ne peut pas être en même temps chaud en puissance; mais il est, en même temps, froid en puissance. Il est donc impossible que sous le même rapport et de la même manière quelque chose soit à la fois mouvant et mû, c'est-à-dire qu'il se meuve lui-même. Il faut donc que tout ce qui se meut soit mû par un autre. Donc, si la chose qui meut est mue elle-même, il faut qu'elle aussi soit mue par une autre, et celle-ci par une autre encore. Or, on ne peut ainsi continuer à l'infini, car dans ce cas il n'y aurait pas de moteur premier, et il s'ensuivrait qu'il n'y aurait pas non plus d'autres moteurs, car les moteurs seconds ne meuvent que selon qu'ils sont mus par le moteur premier, comme le bâton ne meut que s'il est mû par la main. Donc il est nécessaire de parvenir à un moteur premier qui ne soit lui-même mû par aucun autre, et un tel être, tout le monde comprend que c'est Dieu. »
L'origine de cette preuve remonte à Aristote.
Les choses sont constamment en mouvement, or il est nécessaire qu'il y ait une cause motrice à tout mouvement. Afin de ne pas remonter d'une cause motrice à une autre, il faut reconnaître l'existence d'un Premier moteur non mû : c'est Dieu.

## La voie par la causalité efficiente
(Ex ratione causae efficientis) :
« Nous constatons, à observer les choses sensibles, qu'il y a un ordre entre les causes efficientes; mais ce qui ne se trouve pas et qui n'est pas possible, c'est qu'une chose soit la cause efficiente d'elle-même, ce qui la supposerait antérieure à elle-même, chose impossible. Or, il n'est pas possible non plus qu'on remonte à l'infini dans les causes efficientes; car, parmi toutes les causes efficientes ordonnées entre elles, la première est cause des intermédiaires et les intermédiaires sont causes du dernier terme, que ces intermédiaires soient nombreux ou qu'il n'y en ait qu'un seul. D'autre part, supprimez la cause, vous supprimez aussi l'effet. Donc, s'il n'y a pas de premier, dans l'ordre des causes efficientes, il n'y aura ni dernier ni intermédiaire. Mais si l'on devait monter à l'infini dans la série des causes efficientes, il n'y aurait pas de cause première; en conséquence, il n'y aurait ni effet dernier, ni cause efficiente intermédiaire, ce qui est évidemment faux. Il faut donc nécessairement affirmer qu'il existe une cause efficiente première, que tous appellent Dieu. »
Nous observons un enchaînement de causes à effet dans la nature, or il est impossible de remonter de causes en causes à l'infini ; il faut nécessairement une Cause Première : c'est Dieu.

## La voie par la contingence
« La troisième voie se prend du possible et du nécessaire, et la voici. Parmi les choses, nous en trouvons qui peuvent être et ne pas être ; la preuve, c'est que certaines choses naissent et disparaissent, et par conséquent, ont la possibilité d'exister et de ne pas exister. Mais il est impossible que tout ce qui est de telle nature existe toujours; car ce qui peut ne pas exister n'existe pas à un certain moment. Si donc tout peut ne pas exister, à un moment donné, rien n'a existé. Or, si c'était vrai, maintenant encore rien n'existerait; car ce qui n'existe pas ne commence à exister que par quelque chose qui existe. Donc, s'il n'y a eu aucun être, il a été impossible que rien commençât d'exister, et ainsi, aujourd'hui, il n'y aurait rien, ce qu'on voit être faux. Donc, tous les êtres ne sont pas seulement possibles, et il y a du nécessaire dans les choses. Or, tout ce qui est nécessaire, ou bien tire sa nécessité d'ailleurs, ou bien non. Et il n'est pas possible d'aller à l'infini dans la série des nécessaires ayant une cause de leur nécessité, pas plus que pour les causes efficientes, comme on vient de le prouver. On est donc contraint d'affirmer l'existence d'un Être nécessaire par lui-même, qui ne tire pas d'ailleurs sa nécessité, mais qui est cause de la nécessité que l'on trouve hors de lui, et que tous appellent Dieu. »
Il y a dans l'univers des choses nécessaires qui n'ont pas en elles-mêmes le fondement de leur nécessité. Il faut donc un Être par Lui-même nécessaire qui est Dieu.

## La voie par les degrés des êtres
« La quatrième voie procède des degrés que l'on trouve dans les choses. On voit en effet dans les choses du plus ou moins bon, du plus ou moins vrai, du plus ou moins noble, etc. Or, une qualité est attribuée en plus ou en moins à des choses diverses selon leur proximité différente à l'égard de la chose en laquelle cette qualité est réalisée au suprême degré; par exemple, on dira plus chaud ce qui se rapproche davantage de ce qui est superlativement chaud. Il y a donc quelque chose qui est souverainement vrai, souverainement bon, souverainement noble, et par conséquent aussi souverainement être, car, comme le fait voir Aristote dans la Métaphysique, le plus haut degré du vrai coïncide avec le plus haut degré de l'être. D'autre part, ce qui est au sommet de la perfection dans un genre donné, est cause de cette même perfection en tous ceux qui appartiennent à ce genre: ainsi le feu, qui est superlativement chaud, est cause de la chaleur de tout ce qui est chaud, comme il est dit au même livre. Il y a donc un être qui est, pour tous les êtres, cause d'être, de bonté et de toute perfection. C'est lui que nous appelons Dieu. »
C'est une preuve reprise de Platon, qui a remarqué qu'il y a des perfections dans les choses (bien, beau, amour, etc.) mais à des degrés différents. Or il faut nécessairement qu'il y ait un Être qui possède ces perfections à un degré maximum, puisque dans la nature toutes les perfections sont limitées.

## La voie par l'ordre du monde
« La cinquième voie est tirée du gouvernement des choses. Nous voyons que des êtres privés de connaissance, comme les corps naturels, agissent en vue d'une fin, ce qui nous est manifesté par le fait que, toujours ou le plus souvent, ils agissent de la même manière, de façon à réaliser le meilleur; il est donc clair que ce n'est pas par hasard, mais en vertu d'une intention qu'ils parviennent à leur fin. Or, ce qui est privé de connaissance ne peut tendre à une fin que dirigé par un être connaissant et intelligent, comme la flèche par l'archer. Il y a donc un être intelligent par lequel toutes choses naturelles sont ordonnées à leur fin, et cet être, c'est lui que nous appelons Dieu. »
On observe un ordre dans la nature : l'œil est ordonné à la vue, le poumon à la respiration, etc. Or à tout ordre il faut une intelligence qui le commande. Cette Intelligence ordinatrice est celle de Dieu.

## Critiques
Les arguments de Thomas d'Aquin sont critiqués par, entre autres, les philosophes David Hume et Emmanuel Kant. Pour sa part, Richard Swinburne estime que, globalement, les Quinque viae sont sensées mais, prises séparément, reposent sur une argumentation faible.